# Helios Creed
Pour les articles homonymes, voir Hélios (homonymie).
 (janvier 2015).
Barry Johnson, dit Helios Creed, né le 3 novembre 1953 à Long Beach (Californie), est un guitariste et chanteur américain. Il a dirigé avec Damon Edge le groupe Chrome, dont il a été le guitariste de 1977 à 1984. Helios Creed est essentiellement inspiré par sa schizophrénie et par la science-fiction. Son objectif principal est d'être le premier à avoir une distribution intergalactique de sa musique.

## Présentation
Helios Creed explore des sonorités nouvelles et étranges en altérant le son de sa voix et de sa guitare à l'aide d'une gamme d'effets divers. La guitare électrique, dotée d'une distorsion prononcée, est quasiment omniprésente, de même que les voix, traitées avec divers filtres. 
Dès son arrivée, Helios Creed apporte à Chrome une nouvelle dimension sonore. Bien qu'influencé par Jimi Hendrix, il travaille le son de manière que toute filiation soit rarement identifiable. Sa collaboration avec Damon Edge est centrée sur la recherche sonore.

## Quelques repères
On peut trouver dans March of the Chrome Police, sur l'album Half Machine lip moves (Chrome), de très beaux solos évanescents, comme emportés dans un flou cosmique rendu par des fluctuations de larsens et de volume, sous une trame rythmique véritablement abrasive. Plus tard, dans Danger zone, sur No humans allowed, on pourra remarquer un magnifique solo au son cristallin, très évocateur du titre de l'album. C'est ensuite dans Chronicles 1 & 2 que l'on trouvera le son le plus sombre, dans des morceaux énigmatiques, aux vocaux d'outre-tombe, dotés d'une rythmique très rampante, et particulièrement longs. Presque en même temps (en 1982), l'album Third from the sun (titre très similaire à un morceau de Jimi Hendrix) offre peut-être le son de guitare le plus lourd jamais créé.
Dans sa carrière solo, il trouvera rapidement un son légèrement différent, très personnel et permettant de l'identifier dès la première note, puis organisera des variations sur des thèmes souvent récurrents. L'album Kiss to the Brain, sur lequel on trouve Legs, morceau évoquant nettement le bruit que pourraient faire les ondes gravitationnelles, offre les morceaux les plus rock, et l'ensemble de sa discographie oscille entre les influences psychédéliques et la musique industrielle. On notera dans l'album Activated Conditions un morceau très intéressant et particulièrement évocateur de la personnalité schizophrène du musicien, chargé d'une agressivité peu commune : Getting dark.
Au début des années 1990, il travaille avec l'ancien membre d'Hawkwind Nik Turner (ce qui nous donne ici ce que l'on appelle un supergroupe), et peut ainsi donner naissance à l'une des meilleures interprétations de Master of the Universe, célèbre morceau du groupe britannique.
À la fin de cette décennie, il enregistre avec des musiciens de Chrome un album en public, Chrome Flashback, constitué de morceaux de l'époque Chrome, et offrant ainsi aux amateurs nostalgiques un album live du groupe initial, doté de surcroît d'une certaine verve absente à l'origine.
Dans le disque paru en 2006, on note la collaboration sur plusieurs morceaux de Fabienne Shine, ex-compagne de Damon Edge et chanteuse du groupe Shakin' Street.

## Autres travaux
Par ailleurs, Helios Creed a élaboré des albums sous le nom de Dark Matter. Il s'agit d'une musique exclusivement élaborée à partir de synthétiseurs et de machines électroniques, dont il est le seul instrumentiste. Cette musique peut être qualifiée de « planante » et s'apparente au rock progressif. En 1990, il collabore avec le groupe Skin Yard sur l'album Fist Sized Chunks pour exécuter les parties de guitare sur un morceau.

## Discographie
Helios Creed a sorti ses premiers albums solo sous son nom, car Damon Edge utilisait le nom de Chrome. Lorsque Damon Edge mourut, Helios Creed récupéra le nom pour certains albums. Cette discographie est donc chronologique, le nom sous lequel l'album est sorti est indiqué entre parenthèses.
Elle inclut les albums de Dark Matter :
- 1987 : X-Rated Fairy Tales (Helios Creed)
- 1988 : Superior Catholic Finger (Helios Creed)
- 1989 : The Last Laugh (Helios Creed)
- 1990 : Boxing The Clown (Helios Creed)
- 1991 : Lactating Purple (Helios Creed)
- 1992 : Kiss To The Brain (Helios Creed)
- 1994 : Busting Through The The Van Allen Belt (Helios Creed)
- 1994 : Planet X (Helios Creed)
- 1995 : Cosmic Assault (Helios Creed)
- 1996 : Seeing Strange Lights (Dark Matter)
- 1996 : "Nugg" The Transport (Helios Creed)
- 1996 : Your Choice Live Series 018 (Helios Creed)
- 1997 : 3rd Seed From The Bud (Chrome)
- 1997 : Cromagnum Man (Helios Creed)
- 1997 : Retro Transmission (Chrome)
- 1997 : Tidal Forces (Chrome)
- 1998 : Vol 2 (Dark Matter)
- 1998 : Activated Conditions (Chrome)
- 1998 : Chrome Flashback: Chrome Live/The Best Of (Chrome)
- 1999 : Colors Of Light (Helios Creed)
- 1999 : On Tour 1999 (Helios Creed)
- 2002 : Spider Prophecy (Helios Creed)
- 2002 : Ghost Machine (Chrome)
- 2003 : On The Dark Side Of The Sun (Helios Creed)
- 2006 : Deep Blue Love Vacuum (Helios Creed)
- 2008 : Not Without Sorcery (Helios Creed)